# Zelienople
Zelienople es un borough ubicado en el condado de Butler en el estado estadounidense de Pensilvania. En el año 2000 tenía una población de 4,123 habitantes y una densidad poblacional de 747 personas por km².

## Geografía
Zelienople se encuentra ubicado en las coordenadas 40°47′31″N 80°8′28″O / 40.79194, -80.14111.

## Demografía
Según la Oficina del Censo en 2000 los ingresos medios por hogar en la localidad eran de $40,250 y los ingresos medios por familia eran $52,426. La renta per cápita para la localidad era de $23,555. Alrededor del 0.7% de la población estaba por debajo del umbral de pobreza.